# Neso (mjesec)
Neso (također Neptun XIII) je prirodni satelit planeta Neptun, iz grupe nepravilnih satelita, s oko 60 kilometara u promjeru i orbitalnim periodom od 9740.73 dana.